# BEST PIECES II
『BEST PIECES II』（ベスト・ピーセス・ツー）は、高橋洋子の2枚目のベスト・アルバム。1999年2月10日にキティエンタープライズから発売された。

## 概要

### アルバム解説
- 前作『Li-La』から1年3ヶ月ぶりに発売された。ベストアルバムとしては『BEST PIECES』以来3年1ヶ月ぶりのリリースである。
- キャッチコピーは「新曲2曲を含む、珠玉の名曲がつまった宝石箱」[1]。

### 楽曲解説
- 1曲目「P.S. I miss you 〜English Version〜」は、シングルとはタイトルの表記が異なるが、同音源である。
- 4曲目「残酷な天使のテーゼ <REMIX FOR PEACE>」は、アルバム『Li-La』に収録された「残酷な天使のテーゼ（HARMONIA Version）」のアレンジバージョンである。オリジナルはテレビ東京系アニメ『新世紀エヴァンゲリオン』のオープニングテーマである[2]。
- 5曲目「絵ハガキ」は、アルバム初めて収録された。
- 8曲目「心と心で」は、『どんぐりの家 オリジナル・サウンドトラック』に収録されているものとは異なるアレンジで収録されている。
- 14曲目「魂のルフラン <REMIX FOR PEACE>」は、アルバム『Li-La』に収録された「魂のルフラン（ERATO Version）」のアレンジバージョンである。オリジナルはアニメ映画『新世紀エヴァンゲリオン劇場版 シト新生』の主題歌である[3]。

## 収録曲
| #         | タイトル                                                | 作詞        | 作曲                 | 編曲                               | 時間  |
| --------- | ------------------------------------------------------- | ----------- | -------------------- | ---------------------------------- | ----- |
| 1.        | 「P.S. I miss you 〜English Version〜」                 | 秋吉満ちる  | 渡辺博也             | 鳥山雄司                           | 4:50  |
| 2.        | 「新しいシャツ」                                        | 大貫妙子    | 大貫妙子             | 森俊之                             | 4:28  |
| 3.        | 「One Heart to Love」                                   | 高橋洋子    | 久保田利伸           | PAROME                             | 5:02  |
| 4.        | 「残酷な天使のテーゼ <REMIX FOR PEACE>」                | 及川眠子    | 佐藤英敏             | 福岡ユタカ                         | 4:38  |
| 5.        | 「絵ハガキ」                                            | 高橋洋子    | 高橋洋子             | 嘉多山信                           | 3:36  |
| 6.        | 「めぐり逢い」                                          | 並河祥太    | アンドレ・ギャニオン | 大森俊之                           | 4:13  |
| 7.        | 「太陽に抱かれて」                                      | 田久保真見  | 高橋洋子             | YO!キタロー                        | 3:53  |
| 8.        | 「心と心で（Version '99）」                             | 鮎川めぐみ  | 千住明               | 千住明                             | 4:17  |
| 9.        | 「月の風船」                                            | 田久保真見  | 高橋洋子             | 栗山和樹                           | 2:46  |
| 10.       | 「どこかにあるよ」                                      | 並河祥太    | 山崎まさよし         | 松浦晃久                           | 4:12  |
| 11.       | 「ウェンディーの瞳」                                    | 並河祥太    | 松本俊明             | 鳥山雄司                           | 4:06  |
| 12.       | 「LOVE IS A ROSE」                                      | 田久保真見  | 高橋洋子             | 福岡ユタカ                         | 5:56  |
| 13.       | 「Living with joy」                                     | 田久保真見  | 松本俊明             | 鳥山雄司                           | 4:41  |
| 14.       | 「魂のルフラン <REMIX FOR PEACE>」                      | 及川眠子    | 大森俊之             | 福岡ユタカ                         | 6:05  |
| 15.       | 「あの頃に待ち合わせよう（AMBIENT MIX）」               | 尾上文      | 今井忍               | YO!キタロー ボーイ・ミーツ・ガール | 5:13  |
| 16.       | 「Fly me to the moon 〜Night In Indigo Blue Version〜」 | Bart Howard | Bart Howard          | 大森俊之                           | 2:39  |
| 合計時間: | 合計時間:                                               | 合計時間:   | 合計時間:            | 合計時間:                          | 70:35 |

## タイアップ
| 楽曲                                | タイアップ                                                          |
| ----------------------------------- | ------------------------------------------------------------------- |
| P.S. I miss you 〜English Version〜 | フジテレビ系連続ドラマ『逢いたい時にあなたはいない…』イメージソング |
| 新しいシャツ                        | TBS系『山田邦子のしあわせにしてよ』エンディングテーマ               |
| めぐり逢い                          | フジテレビ系連続ドラマ『Age,35恋しくて』メイン・テーマ曲            |
| 心と心で                            | 映画『どんぐりの家』主題歌                                          |
| 月の風船                            | NHK『みんなのうた』1998年10・11月使用曲                             |
| どこかにあるよ                      | 四国電力CMソング                                                    |
| ウェンディーの瞳                    | テレビ東京系『情報レストラン』エンディングテーマ                    |
| LOVE IS A ROSE                      | ニュース番組『ブロードキャスター』エンディングテーマ                |

## 初出
- ピチカート - M-3
- 私をみつけて - M-7
- Living with joy - M-10,13,16
- Li-La - M-12
- シングル - M-1,2,5,6,11,15
- 新録音 - M-4,8,9,14